# BAP Almirante Grau (CLM-81)
BAP Almirante Grau foi um cruzador da classe De Zeven Provinciën, pertencente a Marinha de Guerra do Peru. Completado e posto em serviço pela Marinha Real Holandesa em 1953 com o nome de Hr.Ms. De Ruyter, a embarcação foi vendida para o Peru em 1973. Serviu então como o navio-almirante da marinha peruana. O Almirante Grau passou por um enorme processo de modernização entre 1985 e 1988 onde recebeu melhorias em armamentos e eletrônica. Foi o último cruzador de batalha armado com grandes canhões a serviço de qualquer marinha no mundo.
Foi descomissionado em setembro de 2017.

## Galeria de fotos

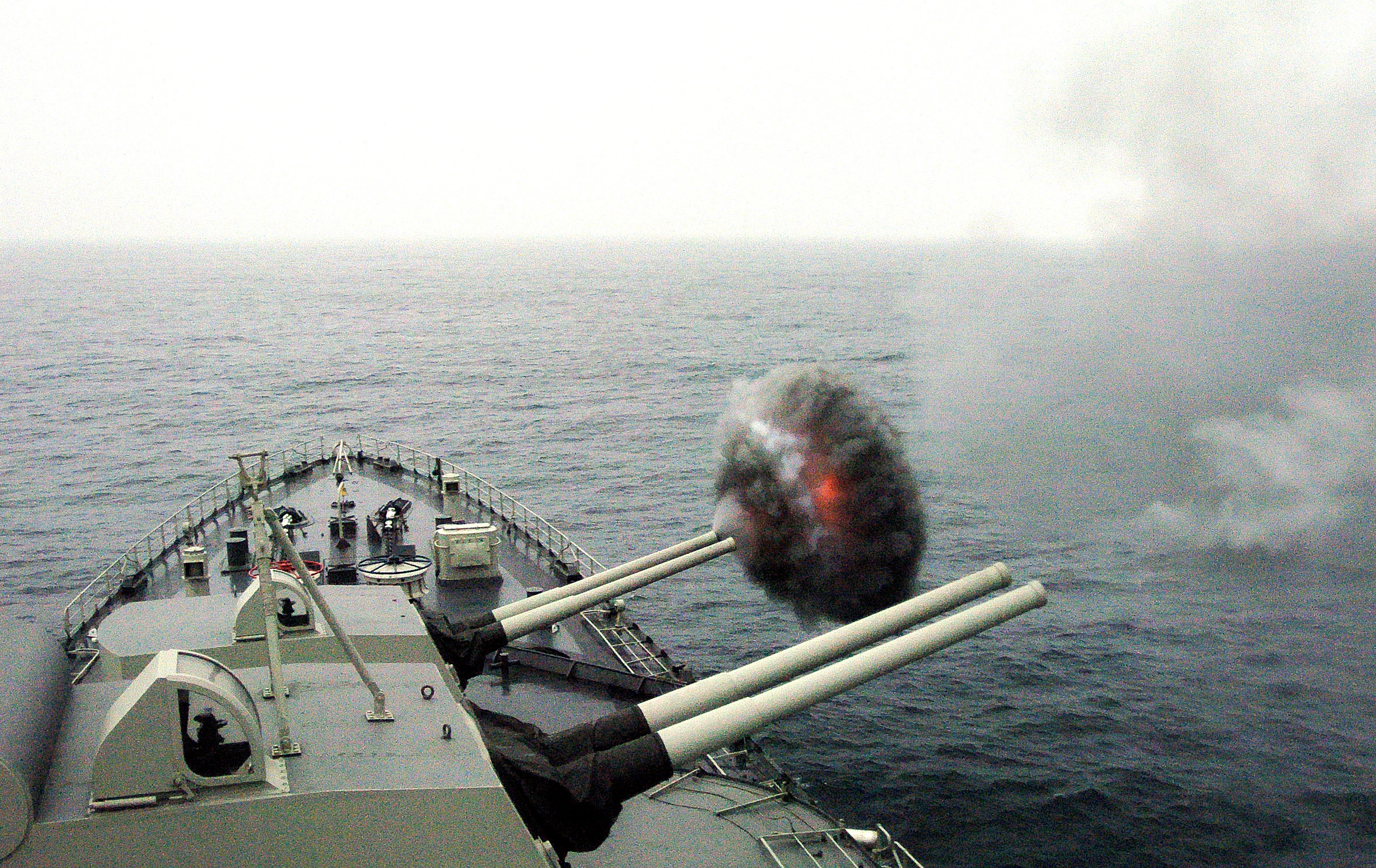
O cruzador peruano abrindo disparando os seus canhões.
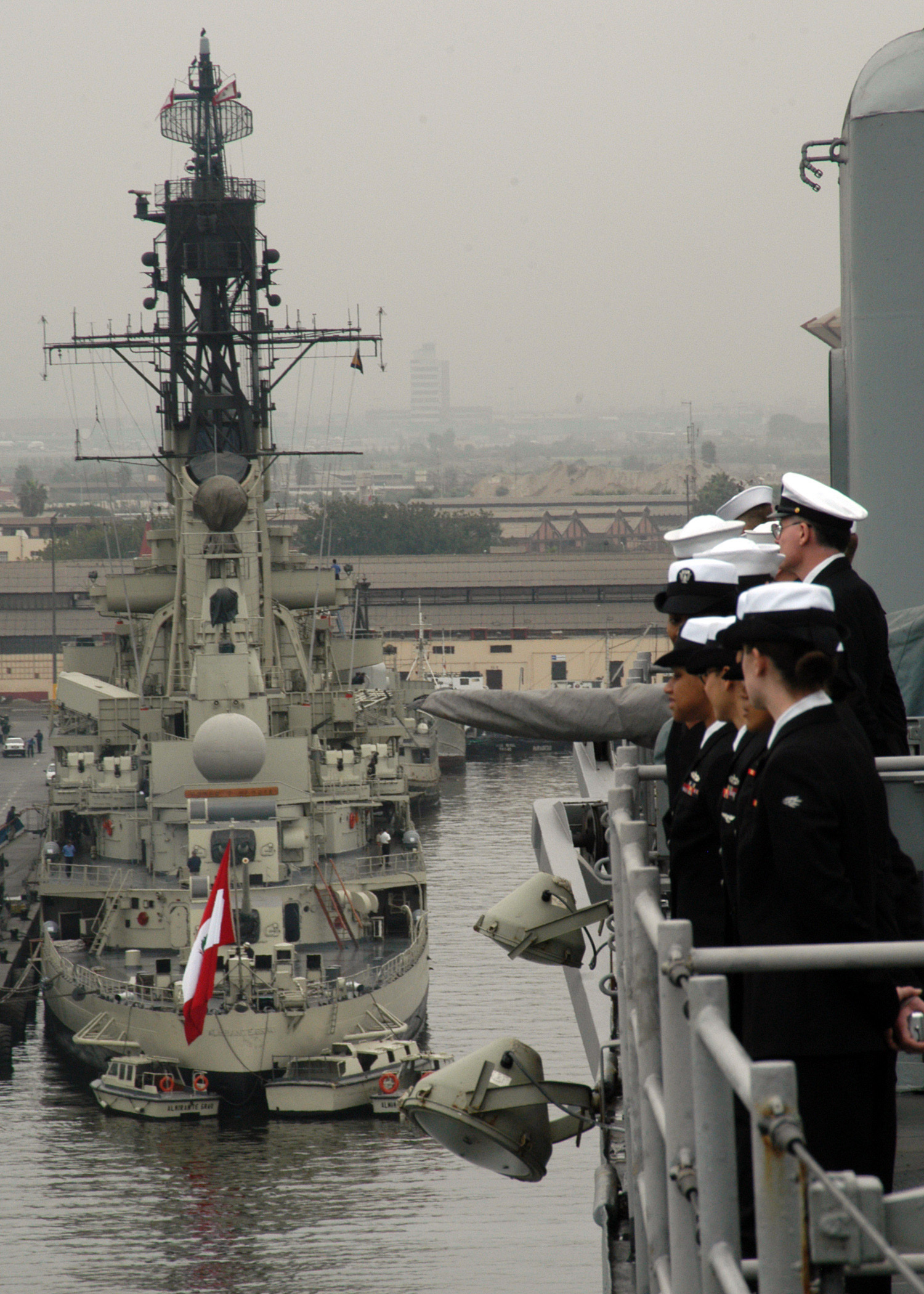
A popa do BAP Almirante Grau vista do navio americano USS Pearl Harbor.
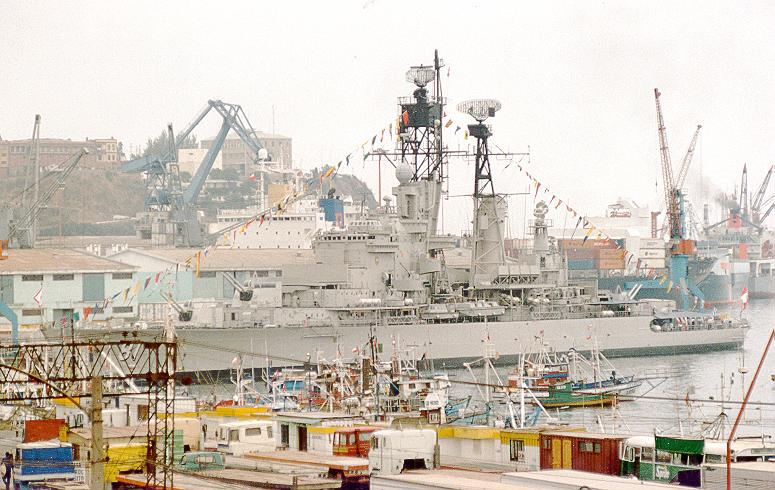
O BAP Almirante Grau em 1993.